# Kenji Miyazawa
Kenji Miyazawa (宮沢 賢治, Miyazawa Kenji, 27 d'agost de 1896 - 21 de setembre de 1933) va ser un poeta i autor de literatura infantil japonès als inicis del període Shōwa del Japó. També va ser conegut com a devot budista, vegetarià, esperantista i activista social. Algun dels seus llibres han sigut traduïts al català per l'Editorial Lapislàtzuli.